# Епархия Йенди
 Епархия Йенди (лат.  Dioecesis Yendensis) — епархия Римско-Католической Церкви c центром в городе Йенди, Гана. Епархия Акатси входит в архиепархию Тамале.

## История
16 марта 1999 года Римский папа Иоанн Павел II издал буллу «Sollertem sane», которой учредил епархию Йенди, выделив её из архиепархии Тамале.

## Ординарии епархии
- епископ Vincent Boi-Nai (16.03.1999 — по настоящее время)

## Источник
- Annuario Pontificio, Ватикан, 2005
- Булла «Sollertem sane»  (лат.)